# 中野市議会
中野市議会（なかのしぎかい）は、長野県中野市に設置されている地方議会である。

## 概要
- 定数：20人
- 任期：2022年5月1日 - 2026年4月30日
- 選挙区：市全体を1選挙区とする大選挙区制（単記非移譲式）
- 議長：原澤年秋
- 副議長：宮島包義

## 沿革
1998年
- 5月29日 - 1996年10月に行われた議長選挙をめぐる贈収賄により逮捕された3名の議員が辞職[1]。

2007年
- 2月5日 - 丸山栄一が長野県議会議員選挙に中野市・下高井郡選挙区から立候補するため辞職[2]。
- 4月8日 - 長野県議会議員選挙執行。丸山は初当選した。

2015年
- 3月20日 - 市議会は金子高幸に対する辞職勧告決議案を可決。2014年5月7日以降、女性職員並びに同僚の女性議員に対し、身体を触るなどのセクハラを継続して行っていたことが議会本会議で明かされた[3]。

2017年
- 8月10日 - 女性職員と女性議員に対するセクハラをめぐり、名誉を毀損されたとして、金子が市議会任意会派を被告として訴えた損害賠償請求訴訟の判決が長野地方裁判所で下された。同地裁は金子の請求を棄却した[4]。

2018年
- 3月16日 - 市議会は金子高幸に対する13回目の辞職勧告決議案を可決した[4]。
- 4月22日 - 中野市議会議員選挙執行。無投票により当選者確定。金子は立候補しなかった。

2020年
- 11月4日 - 湯本隆英が中野市長選挙に立候補するため辞職[5]。
- 11月15日 - 中野市長選挙執行。湯本は現職の池田茂を破り初当選した[6]。

2022年
- 4月24日 - 中野市議会議員選挙執行。投票率50.62％。

2023年
- 5月26日 - 中野市4人殺害事件の加害者男性の父親である当時の議長が「一身上の都合」として議員辞職[7]。副議長の宮島包義は「市民の負託をうけた議員として、市議会の議長という重責を担う立場でありながら、ご家庭のこととはいえ、このような事態をまねいたことは誠に残念です」などとコメントした[8]。
- 6月8日 - 6月定例会が開会。猟銃などで4人が殺害された事件を受け、冒頭で犠牲になった4人に黙とうが捧げられ、湯本市長が犯罪被害者を支援する条例案を提出する考えを示した[9]。また、原澤年秋が後任の議長に選出された。

## 選挙

### 2022年中野市議会議員選挙
2022年4月24日執行　当日有権者数：35,970人　最終投票率：50.62%　定数：20人　立候補者数：22人
| 順位 | 当落 | 候補者名 | 年齢 | 所属党派   | 新旧別 | 得票数    |
| ---- | ---- | -------- | ---- | ---------- | ------ | --------- |
| 1    | 当   | 笠原豊   | 62   | 公明党     | 新     | 1,565     |
| 2    | 当   | 本田将伸 | 57   | 無所属     | 新     | 1,239     |
| 3    | 当   | 松野繁男 | 68   | 無所属     | 現     | 1,116     |
| 4    | 当   | 松樹純子 | 64   | 無所属     | 現     | 1,098     |
| 5    | 当   | 芋川吉孝 | 76   | 無所属     | 現     | 1,069     |
| 6    | 当   | 江口栄光 | 63   | 無所属     | 新     | 1,042     |
| 7    | 当   | 中村秀人 | 61   | 無所属     | 現     | 1,008.961 |
| 8    | 当   | 原沢年秋 | 71   | 無所属     | 現     | 0948      |
| 9    | 当   | 阿部光則 | 71   | 日本共産党 | 現     | 0872      |
| 10   | 当   | 高野良之 | 78   | 無所属     | 現     | 0868      |
| 11   | 当   | 渡辺菊男 | 67   | 無所属     | 新     | 0813      |
| 11   | 当   | 芦沢孝幸 | 52   | 無所属     | 現     | 0813      |
| 13   | 当   | 青木正道 | 56   | 無所属     | 現     | 0789      |
| 14   | 当   | 塚田一夫 | 65   | 無所属     | 現     | 0765      |
| 15   | 当   | 土屋博   | 70   | 無所属     | 新     | 0701      |
| 16   | 当   | 宮島包義 | 75   | 無所属     | 現     | 0682      |
| 17   | 当   | 小林忠一 | 80   | 無所属     | 現     | 0620      |
| 18   | 当   | 中村明文 | 67   | 無所属     | 現     | 0534.038  |
| 19   | 当   | 宇塚千晶 | 40   | 無所属     | 現     | 0533      |
| 20   | 当   | 高木尚史 | 78   | 無所属     | 現     | 0447      |
| 21   | 落   | 木村芳隆 | 66   | 無所属     | 新     | 0444      |
| 22   | 落   | 内藤賢一 | 73   | 無所属     | 新     | 075       |